# Ville de Whitehorse
Pour les articles homonymes, voir White Horse.

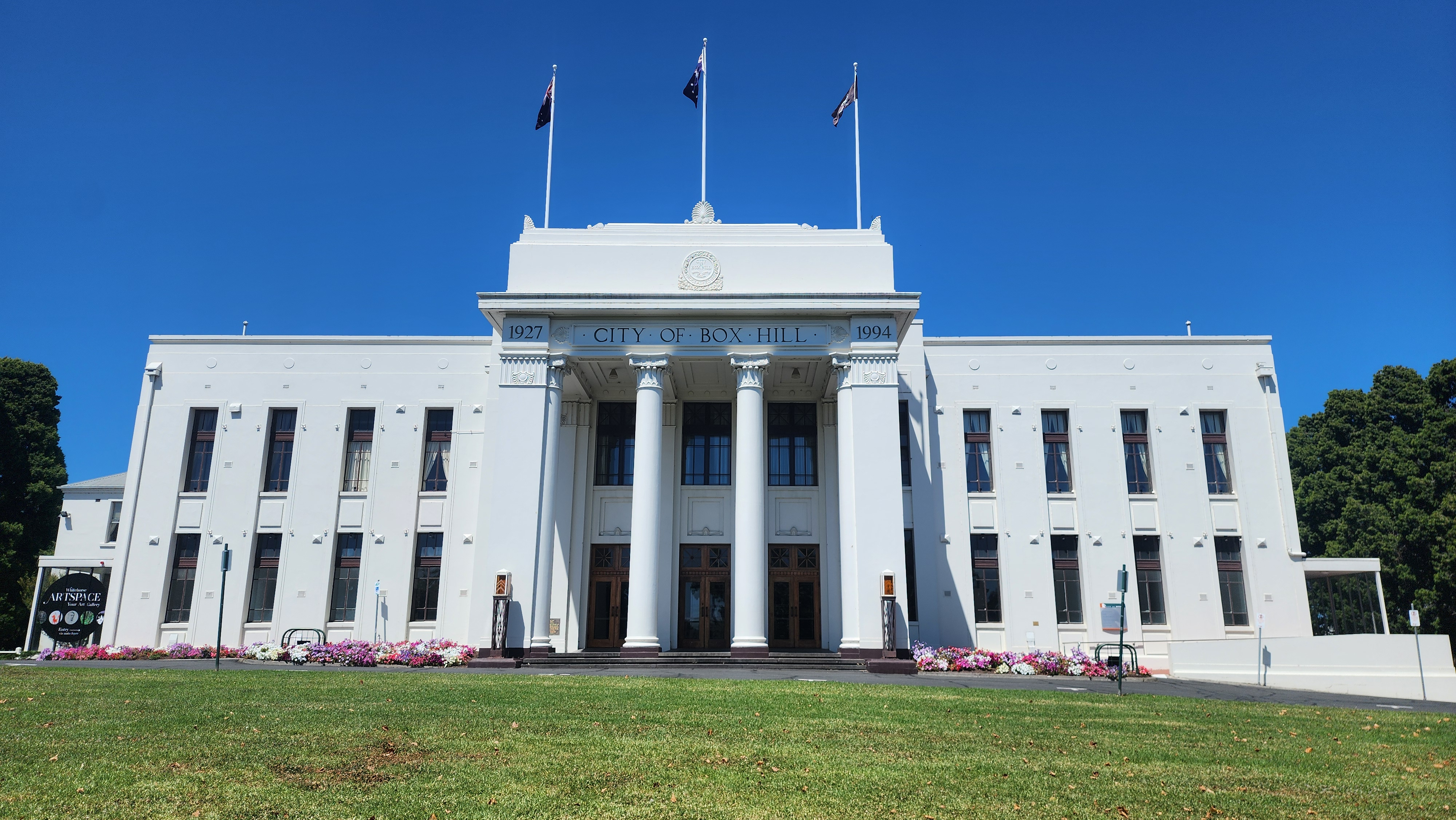
Ancien hôtel de ville de Box Hill.

La Ville de Whitehorse (City of Whitehorse) est une zone d'administration locale de l'agglomération de Melbourne à l'est du centre-ville de Melbourne au Victoria en Australie.
Whitehorse résulte de la fusion en décembre 1994 des anciennes zones d'administration locales de la ville de Box Hill et de la ville de Nunawading.
Le nom de Whitehorse vient de White Horse Inn (l'auberge du cheval blanc en français), une auberge qui fut créée dans la région à la fin du XIXe siècle.

## Liste des quartiers de l'arrondissement
- Blackburn
- Blackburn North
- Blackburn South
- Box Hill
- Box Hill North
- Box Hill South
- Burwood
- Burwood East
- Forest Hill
- Mitcham
- Mont Albert
- Mont Albert North
- Nunawading (en) (siège du conseil)
- Surrey Hills (partie est seulement)
- Vermont
- Vermont South